# Insula Uno
Uno este una dintre cele 88 de insule care alcătuiesc arhipelagul Bijagós. Are o suprafață de 104 km 2.